# 2021 au Brésil
Chronologie du Brésil
- 2017
- 2018
- 2019
- 2020
- 2021
- 2022
- 2023
- 2024
- 2025

L'année 2021 au Brésil correspond aux faits marquants se déroulant au Brésil à cette période.

## Évènements

### Janvier
- 1er janvier : les maires et conseillers élus en 2020 entrent en fonction dans plus de 5 000 municipalités brésiliennes. En raison de la pandémie de COVID-19, la plupart des cérémonies ont été retransmises sans invités[1].
- 6 janvier : le premier cas du variant Gamma du SARS-CoV-2, également connue sous le nom de variant de Manaus, est détecté chez quatre personnes arrivées à Tokyo après avoir visité la région de l'Amazonas, quatre jours plus tôt[2].
- 7 janvier : Le gouvernement de l'État de São Paulo et l'Institut Butantan publient le calendrier du Plan national de vaccination contre le COVID-19[3].
- 14 janvier : Manaus ne peut plus faire face à l'afflux de malades ; les hôpitaux n'ont plus d'oxygène et les patients sont transportés dans d'autres États[4].
- 21 janvier : le maire Eduardo Paes annonce sur les réseaux sociaux l'annulation du carnaval de Rio de Janeiro 2021 en raison de la pandémie de coronavirus[5].
- 24 janvier : un petit avion transportant une partie de la délégation de Palmas Futebol e Regatas s'écrase peu après le décollage à Luzimangues, quartier de Porto Nacional, à Tocantins. Le président de l'association, Lucas Meira, quatre joueurs et le pilote de l'avion sont décédés[6].

#### Février
- 1er février :
  - Rodrigo Pacheco (pt) est élu président du Sénat fédéral ;
  - Arthur Lira est élu président de la Chambre des députés.
- 16 février : le député fédéral Daniel Silveira est arrêté sur décision du ministre Alexandre de Moraes après que le parlementaire a publié sur ses réseaux sociaux, la vidéo dans laquelle il s'en prenait aux ministres de la Cour[7].
- 17 février : 
  - dans le nord du Brésil, Aruká, dernier membre masculin du peuple indigène du Brésil des Jumas, déjà proche de l'extinction depuis une série de massacres menées par des milices payées par des entreprises qui voulaient exploiter leurs terres dans les années 1960, meurt du covid-19, ne laissant que ses 3 filles comme seules survivantes de la tribu[8].
  - le chanteur Belo (pt) est arrêté par la police civile de Rio de Janeiro dans le cadre d'une enquête sur un spectacle organisé au Complexo da Maré malgré les interdictions dues à la pandémie et à l'invasion de l'école où a eu lieu l'événement. Le chanteur est libéré le lendemain grâce à un habeas corpus[9].

### Mars
- 8 mars : le ministre du Tribunal suprême fédéral, Edson Fachin, annule toutes les condamnations de l'ancien président Luiz Inácio Lula da Silva, liées à l'Opération Lava Jato. La décision rend l'ancien président à nouveau éligible[10].
- 30 mars : dans un geste considéré comme sans précédent[11], à la suite du limogeage du ministre de la Défense Fernando Azevedo e Silva la veille[12], le président Jair Bolsonaro précède les demandes de démission et limoge les trois chefs des forces armées brésiliennes : Edson Pujol (Armée), Antonio Carlos Moretti Bermudez (Armée de l'Air) et Ilques Barbosa Junior (Marine)[13].

### Avril
- 6 avril : le Brésil enregistre le plus grand nombre de décès : 4 211 personnes sont mortes des suites du COVID-19 en seulement 24 heures[14].
- 13 avril : le Sénat fédéral ouvre une commission d'enquête parlementaire pour enquêter sur les dépenses et omissions du gouvernement fédéral liées à la pandémie de coronavirus[15].
- 20 avril : formation de la tempête subtropicale Potira[16].
- 30 avril : la destitution du gouverneur de l'État de Rio de Janeiro, Wilson Witzel, accusé d'irrégularités dans le recrutement des hôpitaux de campagne pour lutter contre la pandémie, est approuvée à l'unanimité. L'ancien juge est inéligible pendant 5 ans et le gouverneur par intérim, Cláudio Castro, reprend le poste[17].

### Mai
- 6 mai : une opération antidrogue, dans la favela Jacarezinho de Rio de Janeiro, provoque au moins 25 morts, ce qui en fait l'opération policière la plus meurtrière de l'Histoire de l'État de Rio de Janeiro ; selon la police, il s'agit de 1 policier et de "24 suspects", mais selon l'ONG Réseau d'observatoires de la sécurité publique, un policier aurait été tué par un criminel noir au début de l'opération ce qui les auraient amené à se venger en tuant tous les jeunes hommes noirs qu'ils ont croisé ensuite dans la favela[18].
- 31 mai : après le retrait de l'Argentine et de la Colombie, la CONMEBOL annonce le Brésil comme hôte de la Copa América 2021[19].

### Juin
- 9 juin : début des recherches du tueur en série Lázaro Barbosa, qui a tué une famille dans la zone rurale de Ceilândia, dans le District fédéral. Le groupe de travail réunit environ 200 hommes de la police civile, de la police militaire, de la police fédérale des routes et des pompiers et attire l'attention nationale[20],[21].
- 17 juin : après 32 ans, le présentateur Fausto Silva quitte TV Globo[22].
- 23 juin : Ricardo Salles quitte le ministère de l'Environnement. Le président Jair Bolsonaro nomme Joaquim Alvaro Pereira Leite pour le remplacer[23].
- 28 juin : après 20 jours de recherches, le tueur Lázaro Barbosa est arrêté à Goiás après avoir été blessé par la police. Le criminel est emmené en ambulance, mais a fini par mourir peu de temps après[24].
- 30 juin : une vague de froid frappe le Brésil. Le phénomène est provoqué par un vortex polaire, un cyclone extratropical et la tempête subtropicale Raoni. Treize personnes sont mortes des suites de l'événement météorologique[25],[26].

### Juillet
- 14 juillet :
  - le président Jair Bolsonaro souffre d'une occlusion intestinale et est hospitalisé à Brasilia. Quelques heures plus tard, il est transféré à São Paulo pour subir d'autres examens[27],[28].
  - le chanteur DJ Ivis est arrêté à Fortaleza après que son ex-femme, Pamella Holanda, ait diffusé sur un réseau social, des vidéos d'elle se faisant agresser par l'artiste[29].
- 29 juillet : Quelque 2 000 exemplaires de films ont été détruits dans l’incendie d’un entrepôt de la Cinemateca Brasileira de São Paulo[30].
- 31 juillet : après près de six ans de rénovation, le Musée de la langue portugaise rouvre ses portes à São Paulo. Le site a subi un incendie en 2015, qui avait détruit une partie du bâtiment[31].

### Août
- 13 août : les anciens députés Roberto Jefferson et Flordelis sont arrêtés à Rio de Janeiro. Jefferson est accusé par la Cour suprême fédérale d'incitation à la violence. Flordelis, en revanche, est accusée par le ministère public de Rio de Janeiro d'avoir tué son mari, le pasteur Anderson do Carmo[32],[33].
- 30 août : au moins 20 bandits lourdement armés commettent une série de crimes aux premières heures du matin à Araçatuba, São Paulo. Les criminels incendient des véhicules, font sauter trois banques, utilisent des otages comme boucliers humains et échangent des tirs avec la police pendant plus de deux heures. Deux personnes sont mortes et au moins six sont blessées[34].
- 31 août : les employés de RedeTV ! se mettent en grève. La raison est l’absence d’ajustement salarial depuis 2018[35].

### Septembre
- 7 septembre : nombreuses manifestations à travers le Brésil contre ou en faveur du gouvernement de Jair Bolsonaro ont lieu, accompagnées d'une tentative d'invasion de la Place des Trois Pouvoirs[36].
- 14 septembre : sept personnes sont mortes après le crash d'un petit avion à Piracicaba, São Paulo. Parmi les victimes à bord de l'avion figuraient l'homme d'affaires Celso Silveira Mello Filho, son épouse et les trois enfants du couple. Le pilote et le copilote sont également décédés[37].

### Octobre
- 1er octobre : la Mairie de São Paulo dépose une commission d’enquête parlementaire pour enquêter sur le prestataire de services médicaux Prevent Senior[38].
- 6 octobre : annonce de la création d'União Brasil, parti né de la fusion entre les Démocrates (DEM) et le Parti social-libéral[39].

### Novembre
- 5 novembre : le crash d'un petit avion dans une zone proche d'une cascade à Piedade de Caratinga, à l'intérieur du Minas Gerais, tue cinq personnes, dont la chanteuse Marília Mendonça[40].
- 22 novembre : une opération de police du BOPE au Complexo do Salgueiro à São Gonçalo, région métropolitaine de Rio de Janeiro, fait neuf morts[41].

### Décembre
- 1er décembre : après presque neuf ans, s'ouvre le procès des accusés du drame de la discothèque Kiss, qui a fait 242 victimes en janvier 2013[42].
- 7 décembre : de fortes pluies provoquent des inondations dans les municipalités du sud de Bahia, des milliers de personnes se retrouvent sans abri et des décès et des disparitions sont enregistrées. Le gouvernement de l'État déclare une situation d'urgence[43].
- 10 décembre :
  - formation de la tempête subtropicale Ubá.
  - après 10 jours de procès, le tribunal condamne les quatre accusés de l'incendie de la discothèque Kiss de 2013. Les peines vont de 18 à 22 ans de prison. Les prévenus sont condamnés, mais ils font une demande d'habeas corpus. Quatre jours plus tard, le ministre du Tribunal suprême fédéral, Luiz Fux, annule la demande et ordonne leur arrestation.
- 18 décembre : l'ancien attaquant Ronaldo annonce l'achat de 90 % des actions de Cruzeiro grâce à un investissement d'environ 400 millions de reais, devenant ainsi l'actionnaire majoritaire de la Sociedade Anônima do Futebol créée par le club de Minas Gerais[44].
- 24 décembre : un accident de bus sur la BR-153, à Aparecida de Goiânia, tue six personnes et en blesse 40. Le véhicule est tombé dans un ruisseau depuis l'autoroute après avoir heurté une voiture et un camion[45].
- 25 décembre : de fortes pluies provoquent de nouvelles inondations dans les villes de Bahia. Au moins 19 communes sont touchées[46].

## Décès
- 1er janvier : José Cleonâncio da Fonseca, homme politique.
- 2 janvier : Cléber, footballeur.
- 3 janvier : Ricardo Akinobu Yamauti, homme politique.
- 7 janvier : Genival Lacerda, chanteur.
- 13 janvier : Eusébio Oscar Scheid, cardinal.
- 19 janvier : Zague, footballeur.
- 16 mai : Bruno Covas, homme politique.
- 23 mai : Paulo Mendes da Rocha, architecte.
- 27 mai : Jaime Lerner, urbaniste et homme politique.
- 28 juin : Lázaro Barbosa de Sousa, tueur en série.
- 27 juillet : Orlando Drummond, acteur.
- 12 août : Tarcísio Meira, acteur.
- 26 octobre : Gilberto Braga, scénariste.